# Groși
Groși is een Roemeense gemeente in het district Maramureș.
Groși telt 2474 inwoners.